# Seznam hejtmanů Ústeckého kraje
Hejtman Ústeckého kraje je člen Zastupitelstva Ústeckého kraje, kterého si tento orgán zvolil do svého čela.

## Seznam
| Č. | Portrét | Portrét   | Jméno             | Nástup do úřadu    | Opuštění úřadu     | Navrhující strana | Volby |
| -- | ------- | --------- | ----------------- | ------------------ | ------------------ | ----------------- | ----- |
| 1. |         | není foto | Jiří Šulc         | 22. prosince 2000  | 26. listopadu 2008 | ODS               | 2000  |
| 1. | 2004    | není foto | Jiří Šulc         | 22. prosince 2000  | 26. listopadu 2008 | ODS               |       |
| 2. |         | není foto | Jana Vaňhová      | 26. listopadu 2008 | 20. listopadu 2012 | ČSSD              | 2008  |
| 3. |         |           | Oldřich Bubeníček | 20. listopadu 2012 | 16. listopadu 2020 | KSČM              | 2012  |
| 3. | 2016    |           | Oldřich Bubeníček | 20. listopadu 2012 | 16. listopadu 2020 | KSČM              |       |
| 4. |         |           | Jan Schiller      | 16. listopadu 2020 | 15. listopadu 2024 | ANO               | 2020  |
| 5. |         |           | Richard Brabec    | 15. listopadu 2024 | úřadující          | ANO               | 2024  |